# Markuskirche (Sülfeld)

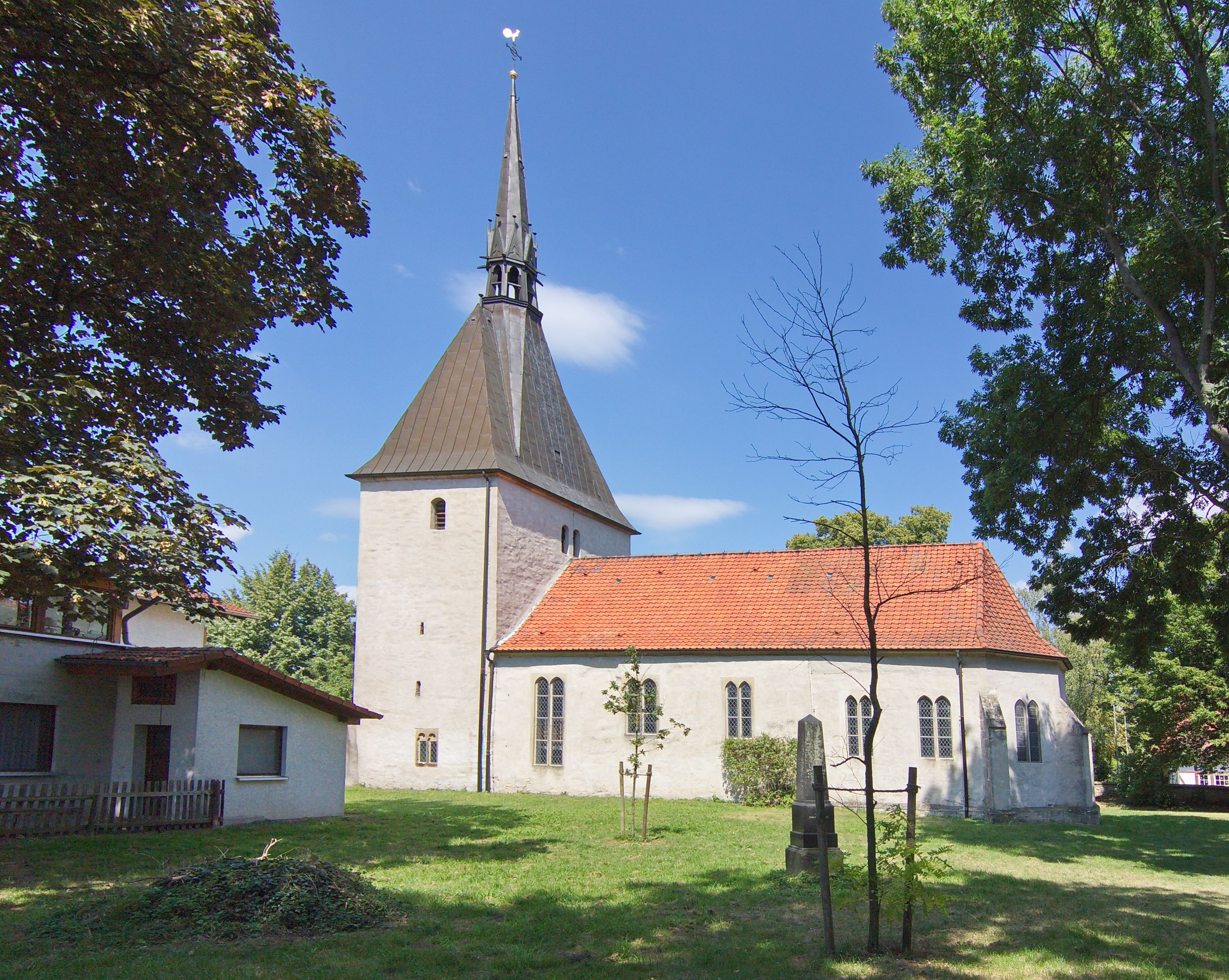
Markuskirche

Die evangelisch-lutherische denkmalgeschützte Markuskirche steht in Sülfeld, einem Stadtteil der Stadt Wolfsburg in Niedersachsen. Die Kirchengemeinde gehört zum Kirchenkreis Wolfsburg-Wittingen im Sprengel Lüneburg der Evangelisch-lutherischen Landeskirche Hannovers.

## Beschreibung
Die Kirche wurde 1318 zum ersten Mal urkundlich erwähnt. Am Anfang des 17. Jahrhunderts wurden die Wände des Kirchenschiffs erhöht. In der ersten Hälfte des 16. Jahrhunderts wurde es nach Osten um den dreiseitig abgeschlossenen Chor, der von Strebepfeilern gestützt wird, verlängert. Ferner wurden paarig stehende spitzbogige Fenster eingebrochen. Der querrechteckige, mit dem Kirchenschiff fluchtende Kirchturm wurde 1601 erhöht. 
Die Familie von Bartensleben, die das Kirchenpatronat innehatte, hat die Kirche instand gehalten, sie baulich verändert und den Innenraum neu gestaltet. Unter anderem wurde 1647 eine Kanzel aufgestellt, auf deren Brüstungen Jesus Christus und die vier Evangelisten aufgemalt sind. 1648 wurde aus den Resten eines Epitaphs für Georg von der Wense ein Altarretabel errichtet. Ferner wurden Emporen eingebaut, die heute nicht mehr vorhanden sind. Im Glockenstuhl des Kirchturms wurden 1660 zwei Kirchenglocken aufgehängt. 1868 erhielt das Walmdach des Kirchturms einen hohen Dachreiter. In der Nacht vom 16. auf den 17. Januar 1954 stürzte der Kirchturm während eines Orkans auf das Kirchendach und blieb im Kirchenschiff liegen. Der Turm wurde zunächst in schlichter Form wieder hergestellt, sein heutiges Aussehen erhielt er erst 1992.
Die erste Orgel wurde 1732 aufgestellt. Sie wurde 1886 erneuert. Die bei dem Orkan beschädigte Orgel wurde 1995 durch ein Werk der Gebrüder Hillebrand Orgelbau ersetzt. Sie verfügt über zwei Manuale, ein Pedal und 18 Register.